# Závišín (Zádub-Závišín)
Závišín (německy Abaschin) je malá vesnice, část obce Zádub-Závišín v okrese Cheb v Karlovarském kraji. Nachází se na severu Zádubu-Závišína. Prochází zde silnice II/230. Je zde evidováno 46 adres. V roce 2011 zde trvale žilo 83 obyvatel.
Závišín je také název katastrálního území o rozloze 2,26 km².

## Historie
První písemná zmínka o vesnici pochází z roku 1273.

## Obyvatelstvo
Podle sčítání 1930 zde žilo v 53 domech 361 obyvatel. 360 obyvatel se hlásilo k německé národnosti. Žilo zde 361 římských katolíků.
| Rok            | 1869 | 1880 | 1890 | 1900 | 1910 | 1921 | 1930 | 1950 | 1961 | 1970 | 1980 | 1991 | 2001 | 2011 | 2021 |
| -------------- | ---- | ---- | ---- | ---- | ---- | ---- | ---- | ---- | ---- | ---- | ---- | ---- | ---- | ---- | ---- |
| Počet obyvatel | 205  | 246  | 312  | 418  | 477  | 381  | 361  | 177  | 163  | 127  | 111  | 107  | 93   | 83   | 89   |
| Počet domů     | 26   | 35   | 35   | 39   | 45   | 48   | 53   | 50   | .    | 34   | 34   | 37   | 40   | 39   | 41   |

## Obecní správa
Při sčítání lidu v letech 1850–1959 Závišín byl samostatnou obcí, se kterým patřil nejprve do okresu Teplá, ale v letech 1900–1950 v okrese Mariánské Lázně. V letech 1960–1976 byl částí obce Zádub-Závišín v okrese Cheb. Od 1. dubna 1976 do 23. listopadu 1990 byl částí města Mariánské Lázně v okrese Cheb. Od 24. listopadu 1990 je opět částí obce Zádub-Závišín v okrese Cheb.

## Pamětihodnosti
- krucifix

## Další fotografie

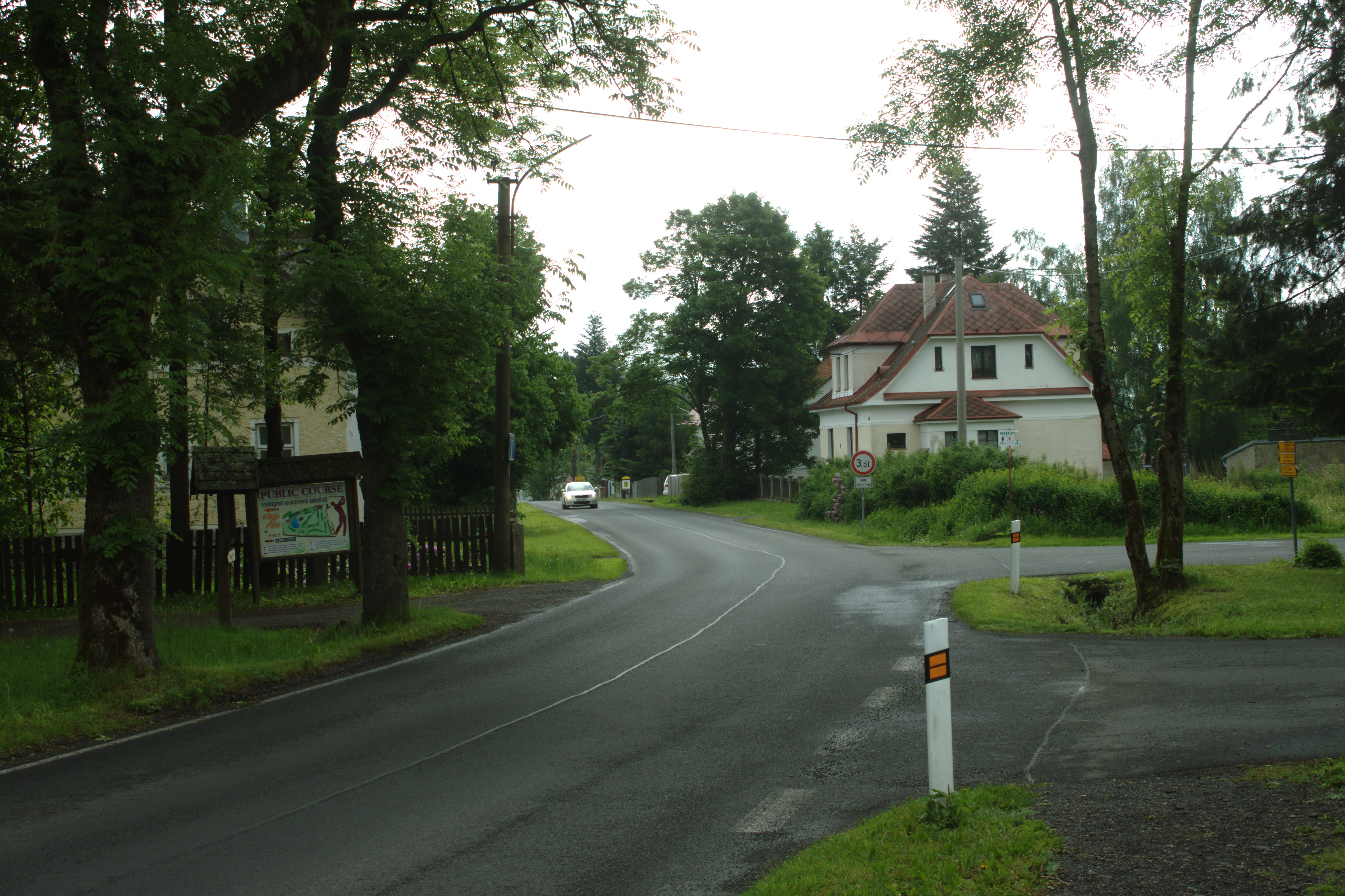
Západní část vesnice
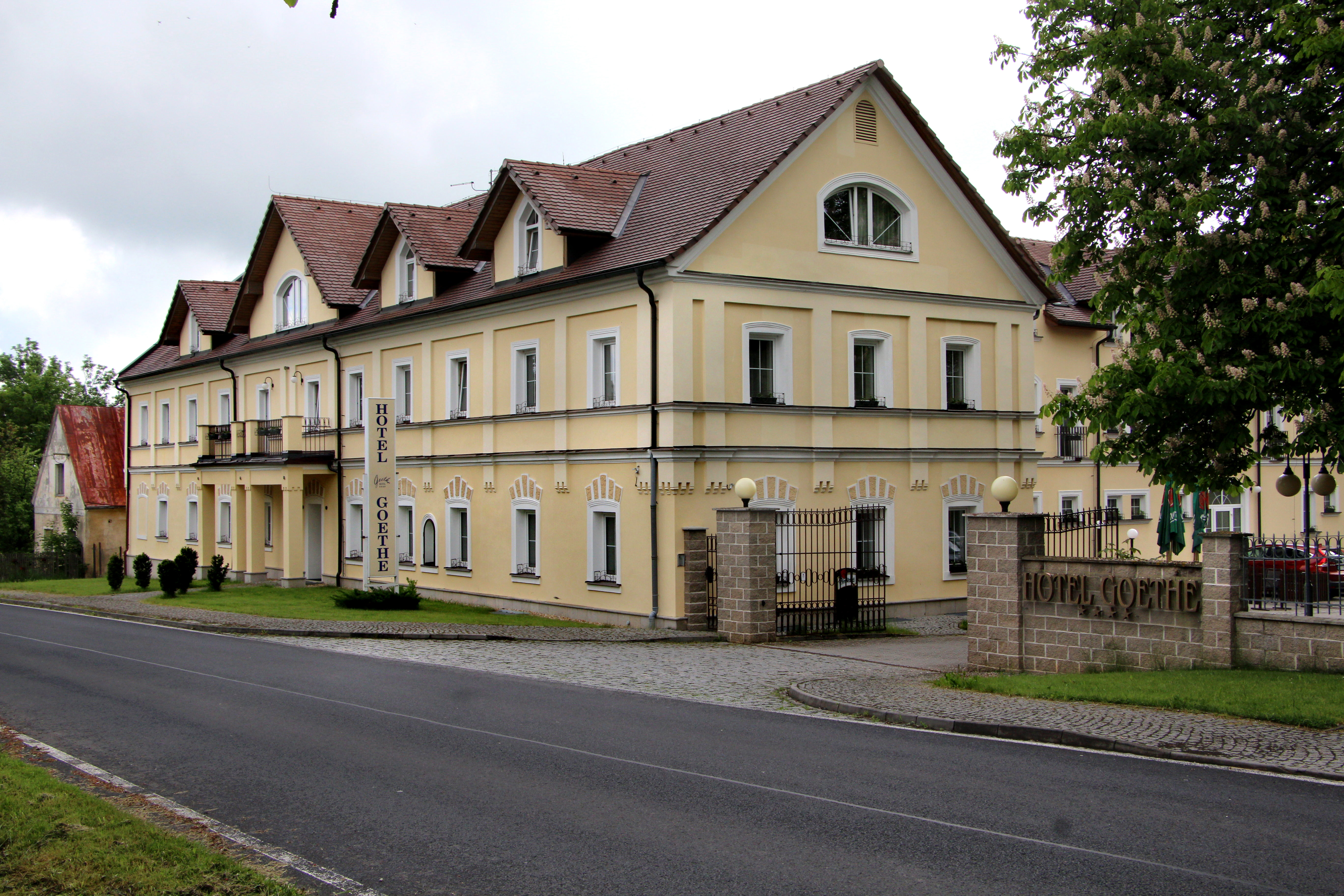
Hotel Goethe
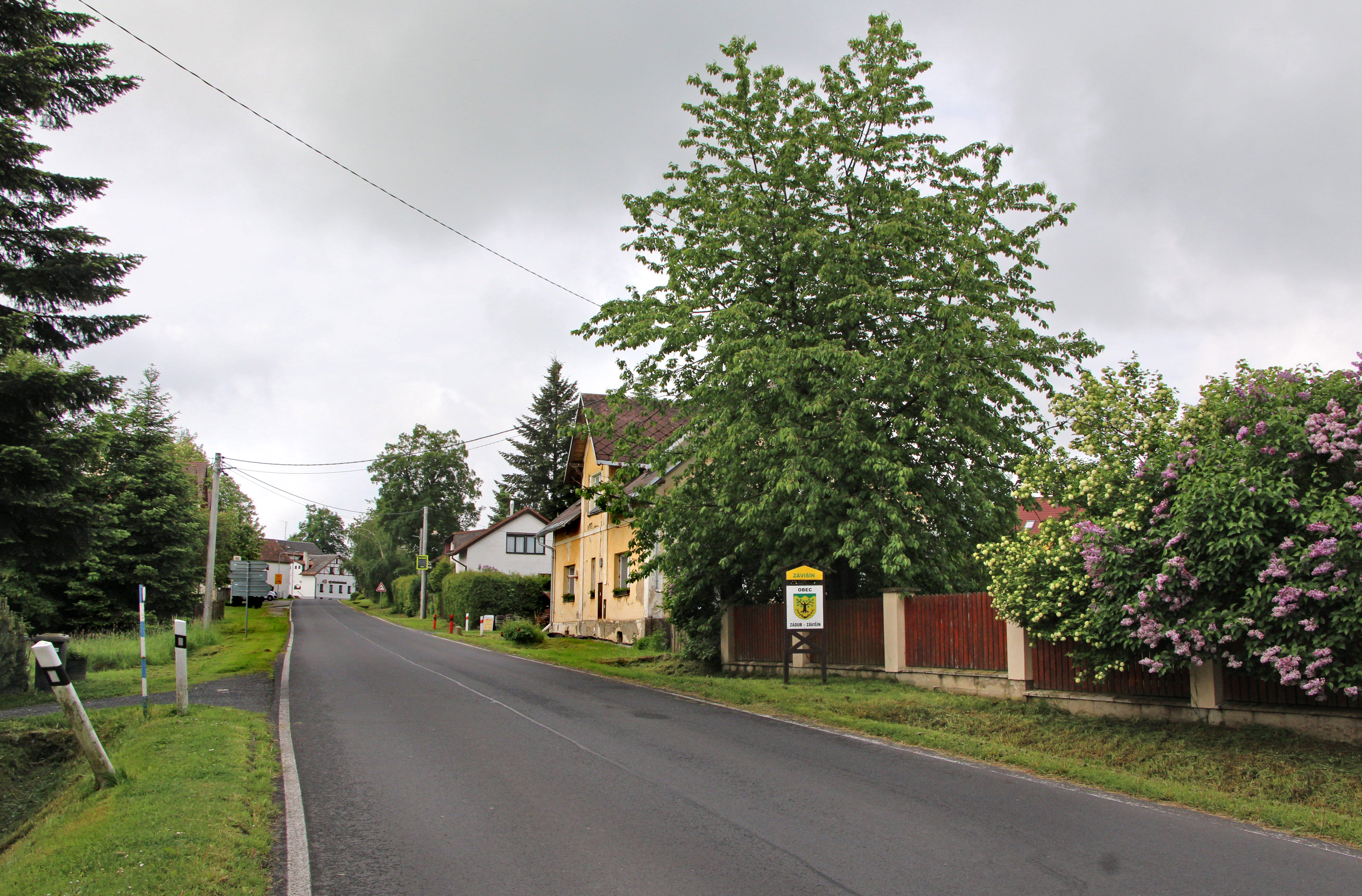
Hlavní silnice
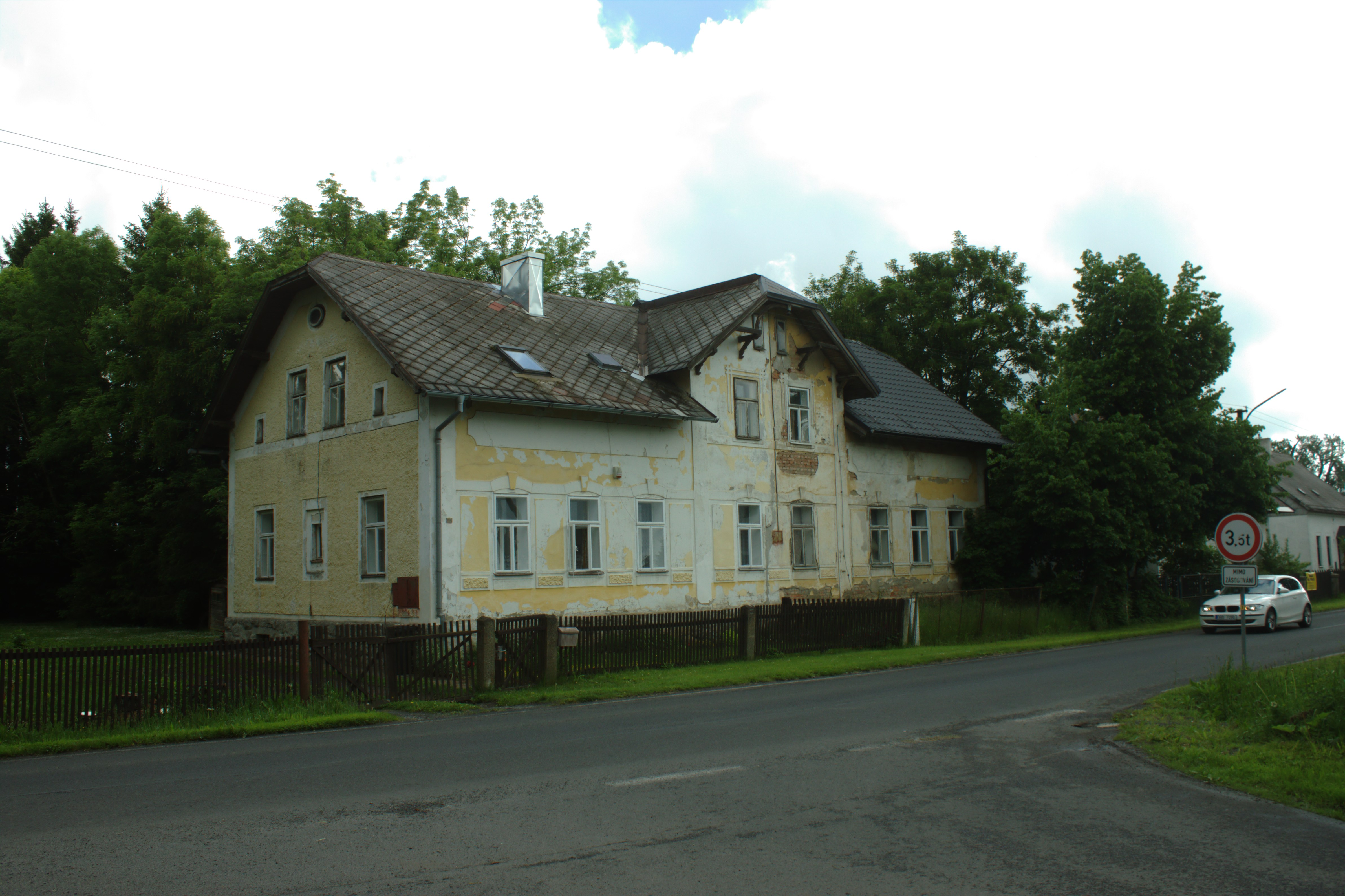
Dům čp. 65